# Camera dei rappresentanti dell'Ohio
La Camera dei rappresentanti dell’Ohio è, insieme al Senato, una delle due camere che compongono l’Assemblea generale dell'Ohio. Essa si riunisce nel Campidoglio dello Stato dell’Ohio.
La Camera è composta da 99 rappresentanti, eletti ogni due anni. I rappresentanti non sono rieleggibili dopo quattro mandati consecutivi (8 anni).